# チャールズ・ペリー・マコーミック
チャールズ・ペリー・マコーミック（Charles Perry McCormick、1896年6月9日 - 1970年6月16日）は、アメリカ合衆国の実業家である。36歳でマコーミックの社長に就任し、23年間に渡る在任期間の間に、同社を世界的なスパイスメーカーに成長させた。

## 若年期
マコーミックは1896年6月9日にメキシコのモレリアで生まれた。父はバプテスト教会の宣教師であり、マコーミックが生まれたのはメキシコでの宣教中だった。その後一家でプエルトリコ、アラバマ州バーミングハム、パリに移り住み、最終的にメリーランド州ボルチモアに定住した。
マコーミックは、移住先の普通学校に通った後、1915年にボルチモア・シティ・カレッジで中等教育を終えてジョンズ・ホプキンズ大学に入学した。1916年に第一次世界大戦の勃発により学業を中断し、1917年4月6日にアメリカ海軍に入隊した。海軍では、哨戒艇「ウィルバート・A・エドワーズ」と輸送艦「エドガー・F・ラッケンバック」に乗艦したほか、第5海軍管区の体育部長を9か月間務めた。1919年に海軍を除隊して復学し、同年に卒業した。

## キャリア
大学卒業後は、叔父のウィラビー・M・マコーミックが創業したスパイスメーカー、マコーミック社に正社員として入社した。マコーミックはそれ以前にも、高校・大学に在学中の夏休み中にも同社の出荷部門の事務員としてパートタイムで働いていた。マコーミックは、見習いとして木箱の運搬から始まり、営業部門に移って4つの営業所を監督し、西海岸市場を開拓した。その後、本社の輸出入部門の責任者に任命され、1928年にヴァイス・プレジデントに就任した。1932年に社長のウィラビーが死去すると、取締役会は36歳のチャールズ・マコーミックを後継者に指名した。
社長に就任したマコーミックは、叔父が世界恐慌時に30%以上削減していた従業員の給与を10%引き上げ、週の労働時間を56時間から45時間に短縮し、社員から改善の提案を募集した。これらの施策により社員の士気が高まり、マコーミック社は4年ぶりの黒字を達成した。その後まもなく、マコーミックは「複合経営制」(Multiple Management)と呼ばれるトップダウン型の会社組織の構造改革を行った。
複合経営制とは、組織内のリーダーの育成・昇進を図り、より幅広い従業員層から意見を集めるために考案された利益分配制度である。『アメリカン・ウィークリー』誌はこの制度を「並外れた産業民主主義」と評した。若手幹部で構成されるジュニアボード、職長と課長で構成される工場ボード、営業マンで構成されるボードが、原材料、包装、工程、販売、広告の改善に関する提案を行った。これらの提案はシニアボードによって審査され、大半の提案が承認された。この他、ボード間の意思疎通を促進するための合同ボードがあった。
1932年から1948年の間に、複合経営制の制度下でジュニアボードからシニアボードに7千件以上の提案が寄せられた。その提案は、新しいボトルや缶、より「おしゃれ」なラベル、機械・在庫・品質管理の改善など、多岐に渡った。この間、売上高は325万ドルから2,600万ドルに増加し、1935年までにマコーミック社はアメリカ最大のスパイス・香料メーカーとなった。1962年には、純売上高が年間5千万ドルに達した。
マコーミックは自分の考えを2冊の本にまとめた。1937年の"Multiple Management"と1949年の"Power of People"である。著書の中で、マコーミックは次のように述べている。
非常に多くの銀行家や実業家が、もっぱら自分たちの仲間内と付き合っている。非常に多くの労働者が、自分たちの仲間とだけ行動している。資本主義に問題がある訳ではないが、それを利用する者の中には、問題のある者も多い。アメリカ人の生活は、世界がこれまで見た中でも最高のものである。しかし、我々が互いにより良く付き合う方法を学ばなければ、その生活は永続的なものになるだろうか?
同年、『ビジネスウィーク』誌は、「現在までに46か国500以上の企業がMMプランについて問い合わせたり、採用したりしている」と報じた。
マコーミックは1955年にマコーミック社の社長を退任した。1969年8月まで同社の会長を務め、その後は名誉会長に就任した。
このほか、1939年にリッチモンド連邦準備銀行理事、1952年に同行頭取に就任した。他に、ボルチモアとその周辺地域の複数の銀行の取締役、全米商工会議所全国評議員などを務めた。

## 市民活動
マコーミックは市民活動にも積極的に取り組み、数多くの委員会やボランティア団体に参加した。『ボルチモア』誌に掲載された"Man With A Mission"（使命のある男）という副題のマコーミックの伝記記事の中で、G・H・パウダーは「チャールズ・ペリー・マコーミックは、奉仕によってのみ成果が得られると信じており、そのため、公共の利益のために、まさに頭痛の種としか言いようのない、途方もない数の仕事をこなしてきた」と述べた。同様に、『イブニング・サン』紙に掲載された彼の死亡記事も、「チャールズ・P・マコーミックの所属団体、受賞歴、業績を列挙するのに、人名録の69行も要する。それも重要なものだけを挙げてである」と始まっている。
マコーミックの注目すべき業績として、1949年から1952年まで、スイス・ジュネーブで開催された国際労働機関(ILO)の会議にアメリカの実業界の代表として出席したことが挙げられる。1955年にはこの会議の副議長を務めた。1948年から1966年まで、3代の州知事の下でメリーランド大学理事会委員に任命され、さらに会長も務めた。

## 受賞歴
1960年、マコーミックはヘンリー・ローレンス・ガント・メダルを受賞した。同賞の選考委員長ロバート・G・ヘスは、選考理由として「ビジネス界のダイナミックなリーダーであり、科学的管理の現代的原則を実践し、企業の収益性を犠牲にすることなく人文科学を取り入れ、経営専門職に容認される改善に多大な貢献を果たし、さらに地域社会や国政にも影響力のあるリーダーシップを発揮した」ことを挙げている。
また、母校であるボルチモア・シティ・カレッジの同窓生殿堂に選出された。

## 私生活
マコーミックは1921年10月14日にマリオン・アンドリュース・ハインズ(Marion Andrews Hinds)と結婚し、ロザリー・アン(Rosalie Anne)とチャールズ・ペリー・ジュニアの2人の子供をもうけた。マリオンとは1943年11月に離婚し、翌月の11月27日にアン・ウォルマン・マクフェイルと結婚した。アンとの間にはジョン・グレイソン(John Grayson)、ロバート・ニュートン(Robert Newton)の2人の子供をもうけた。死去の時点で、マコーミックには7人の孫がいた。チャールズ・ペリー・マコーミック・ジュニア（通称「バズ」(Buzz)）は、後にマコーミック社のCEOや会長を務めた。
マコーミックは海の風景を描き、クリスマスカードを自分でデザインし、木彫りの小さな像を作って贈っていた。フットボール愛好家であり、ボルチモア・コルツ（初代）の設立を支援し、会長も務めた。

## 死去
1970年6月14日、マコーミックは心臓発作を起こし、ボルチモアの大学病院に搬送された。同年6月16日に死去した。

## 著書
- McCormick, Charles Perry. Multiple management. Harper, 1938.
- McCormick, Charles Perry. Multiple Management: A Plan for Human Relations in Industry. Funk & Wagnalls, 1948.
  - 日本語訳：『事業繁栄の原動力 : 多数経営』実業之日本社 1951年、磯野計蔵訳
- McCormick, Charles Perry. The power of people: multiple management up to date. Harper, 1949.
- McCormick, Charles Perry. The Power of People. Bantam Books, 1952